# Đảo san hô vòng Jaluit
Jaluit (tên tiếng Anh: Jaluit Atoll) là một đảo san hô vòng lớn bao gồm 91 đảo nằm ở Thái Bình Dương thuộc chuỗi đảo Ralik của quần đảo Marshall. Tổng diện tích của đảo là 11.34 km2 và bao phủ phá nước có diện tích 690 km2.